# El-dokumentation
El-dokumentation er et dokument der sikre at en  kundens el-installation er opsat efter foreskrevne regler og direktiver.
Man laver dokumentationen for at det bliver nemmere at servicere og/eller udvide senere, da man kan se for de forskellige kabler og føringsveje er trukket.